# José Luis Rivas
José Luis Rivas Vélez (n. Túxpam, Veracruz; 28 de enero de 1950) es un escritor, investigador, traductor y poeta mexicano.

## Semblanza biográfica
Realizó sus estudios en la Facultad de Filosofía y Letras de la Universidad Nacional Autónoma de México (UNAM). Colaboró para la misma institución en el Centro de Investigaciones y Servicios Educativos y en el Seminario de Teoría Social de la Facultad de Ciencias Políticas y Sociales. Es investigador del Instituto de Investigaciones Lingüístico-Literarias de la Universidad Veracruzana.
Era coordinador de La Gaceta del Fondo de Cultura Económica cuando la publicación recibió el Premio Nacional de Periodismo de México en el área de Divulgación Cultural  en 1987 y era miembro del Fondo de Cultura Económica cuando la editorial recibió el Premio Príncipe de Asturias de Comunicación y Humanidades en 1989. Ha sido jefe del Departamento de Educación en el Instituto Veracruzano de la Cultura (IVEC) y durante catorce años fue director de la Editorial de la Universidad Veracruzana.
Ha colaborado para diversos periódicos y revistas, entre ellos Agua que Pasa, Caos, Crítica, Vuelta, Sábado, Revista Universidad de México, La Gaceta del Fondo de Cultura Económica, Revista de la Biblioteca de México, Letras Libres, Novedades y Pauta.  Es miembro fundador del Sistema Nacional de Creadores de Arte del Fondo Nacional para la Cultura y las Artes (FONCA).

## Obras publicadas
Ha traducido de forma completa las obras de  T.S. Eliot, Arthur Rimbaud y Saint-John Perse, así como algunas obras de Pierre Reverdy, Georges Schehadé, Jules Supervielle, Ezra Pound, Jean-Marie Gustave Le Clézio, Joseph Brodsky, Aimé Césaire, Derek Walcott,  John Donne y William Shakespeare. Entre los libros publicados de su autoría se encuentran:
- Raz de marea, compilación de sus obras de 1975 a 1992.
- Ante un cálido norte, compilación de sus obras de 1993 a 2003.
- Fresca de risa en 1981.
- Tierra nativa en 1982.
- Relámpago la muerte en 1985.
- La balada del capitán en 1986.
- La transparencia del deseo en 1986.
- Brazos de mar en 1990.
- Asunción de las islas en 1992.
- Luz de mar abierto en 1992.
- Río en 1996.
- Estuario en 1998.
- Pájaros en 2005.
- Un navío un amor en 2005.

## Premios y distinciones
- Premio Nacional de Poesía Carlos Pellicer, por su libro Tierra nativa en 1982.
- Premio Nacional de Poesía Aguascalientes, por su libro La transparencia del deseo en 1986.
- Premio Xavier Villaurrutia por su libro Brazos de mar en 1990.
- Premio Ramón López Velarde por su libro Río en 1996.
- Premio Nacional de Traducción de Poesía, por la obra Poetas metafísicos ingleses, en 1990.
- Medalla “Gonzalo Aguirre Beltrán”, por el Gobierno del estado de Veracruz en 2002.
- Premio Nacional de Ciencias y Artes en el área de Lingüística y Literatura por el Gobierno Federal de México en 2009.
- Homenaje por el Consejo Nacional para la Cultura y las Artes (Conaculta) en 2011.[4]